# 日本竹笋凤凰螺
日本竹笋凤凰螺（学名：Strombus vittatus japonicus），是中腹足目凤凰螺科凤凰螺属的一种。主要分布于台湾，常栖息在水深约50米，砂底栖息。